# Westwood (Massachusetts)
Westwood ist eine Kleinstadt (Town) im Norfolk County im Bundesstaat Massachusetts der Vereinigten Staaten.
Das U.S. Census Bureau hat bei der Volkszählung 2020 eine Einwohnerzahl von 16.266 ermittelt.
Der südwestliche Vorort von Boston ist verkehrstechnisch durch die Massachusetts Route 1A, den Massachusetts Turnpike, die Interstate 95, den U.S. Highway 1, die Massachusetts Route 128 und der Ortsteil Islington durch die MBTA Commuter Rail erschlossen.
Der Ort am Neponset River und der früheren Boston Post Road war 2007 Drehort für den Film Der rosarote Panther 2 und ist Sitz des Spielentwicklers Turbine.

## Persönlichkeiten
- Frederick Shepherd Converse (1871–1940), Komponist
- Kenny Florian (* 1976), Kampfsportler
- Matt Hasselbeck (* 1975), American-Football-Spieler
- Seymour S. Kety (1915–2000), Neurowissenschaftler
- Paul J. LaCamera (* 1963), General der United States Army
- Francis Daniels Moore (1913–2001), Chirurg